# Ordina Open 2005
L'Ordina Open 2005 è stato un torneo di tennis giocato sull'erba. È stata la 16ª edizione dell'Ordina Open, che fa parte della categoria International Series nell'ambito dell'ATP Tour 2005, e della Tier III nell'ambito del WTA Tour 2005. Sia il torneo maschile che quello femminile si sono giocati al Autotron park di Rosmalen, vicino 's-Hertogenbosch nei Paesi Bassi, dal 13 al 19 giugno 2005.

## Campioni

### Singolare maschile
Mario Ančić ha battuto in finale  Michaël Llodra con il punteggio di 7–5, 6–4

### Singolare femminile
Klára Koukalová ha battuto in finale  Lucie Šafářová con il punteggio di 3–6, 6–2, 6–2

### Doppio maschile
Cyril Suk /  Pavel Vízner hanno battuto in finale  Tomáš Cibulec /  Leoš Friedl con il punteggio di 6–3, 6–4

### Doppio femminile
Anabel Medina /  Dinara Safina hanno battuto in finale  Iveta Benešová /  Nuria Llagostera con il punteggio di 6–4, 2–6, 7–6